# Castlebay
Castlebay (gael. Bàgh a' Chaisteil) – główna miejscowość i port na wyspie Barra, będącej częścią Hebrydów Zewnętrznych. W 1971 miejscowość liczyła 307 mieszkańców.

## Kościół
Na wzgórzu w centrum wsi znajduje się wybudowany w 1886 roku kościół Matki Boskiej Gwiazdy Morza. Został on zaprojektowany przez architekta z Oban, G. Woulfe'a Brenana

## Zamek Kisimul

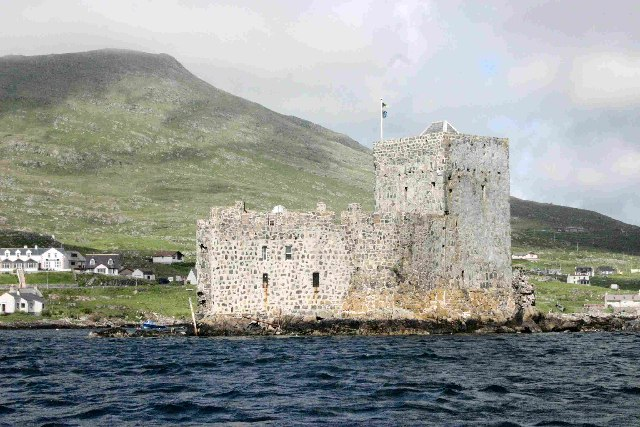
Zamek Kisimul, dawna siedziba klanu MacNeilów

Na skalistej wyspie naprzeciw Castlebay, 100 metrów od nabrzeża, położona jest dawna siedziba klanu MacNeilów – Zamek Kisimul. W 2000 roku został wydzierżawiony Historic Scotland (urzędowi przy rządzie szkockim odpowiedzialnym za historyczne zabytki Szkocji) na 1000 lat za roczną opłatą 1 funta i butelkę whiskey.

## Infrastruktura
W Castlebay znajduje się supermarket, sklepik spożywczy, bankomat, budka telefoniczna (niektórzy operatorzy telefonii komórkowej są nieosiągalni na wyspie Barra), sklepy z pamiątkami oraz kilka pensjonatów. Jest również terminal dla promów i mała kasa biletowa z poczekalnią.

## Kwestie etniczne
Wszystkie nazwy są w dwóch językach – gaelickim szkockim i angielskim. Większość mieszkańców między sobą posługuje się gaelickim szkockim. W Castlebay znajduje się szkoła, w której uczy się dzieci gaelickiego szkockiego oraz angielskiego.